# Vieux cimetière de La Courneuve
Le vieux cimetière de La Courneuve est un cimetière se trouvant à l'angle de la rue de la Convention et de l'avenue Henri-Barbusse à La Courneuve.

## Historique

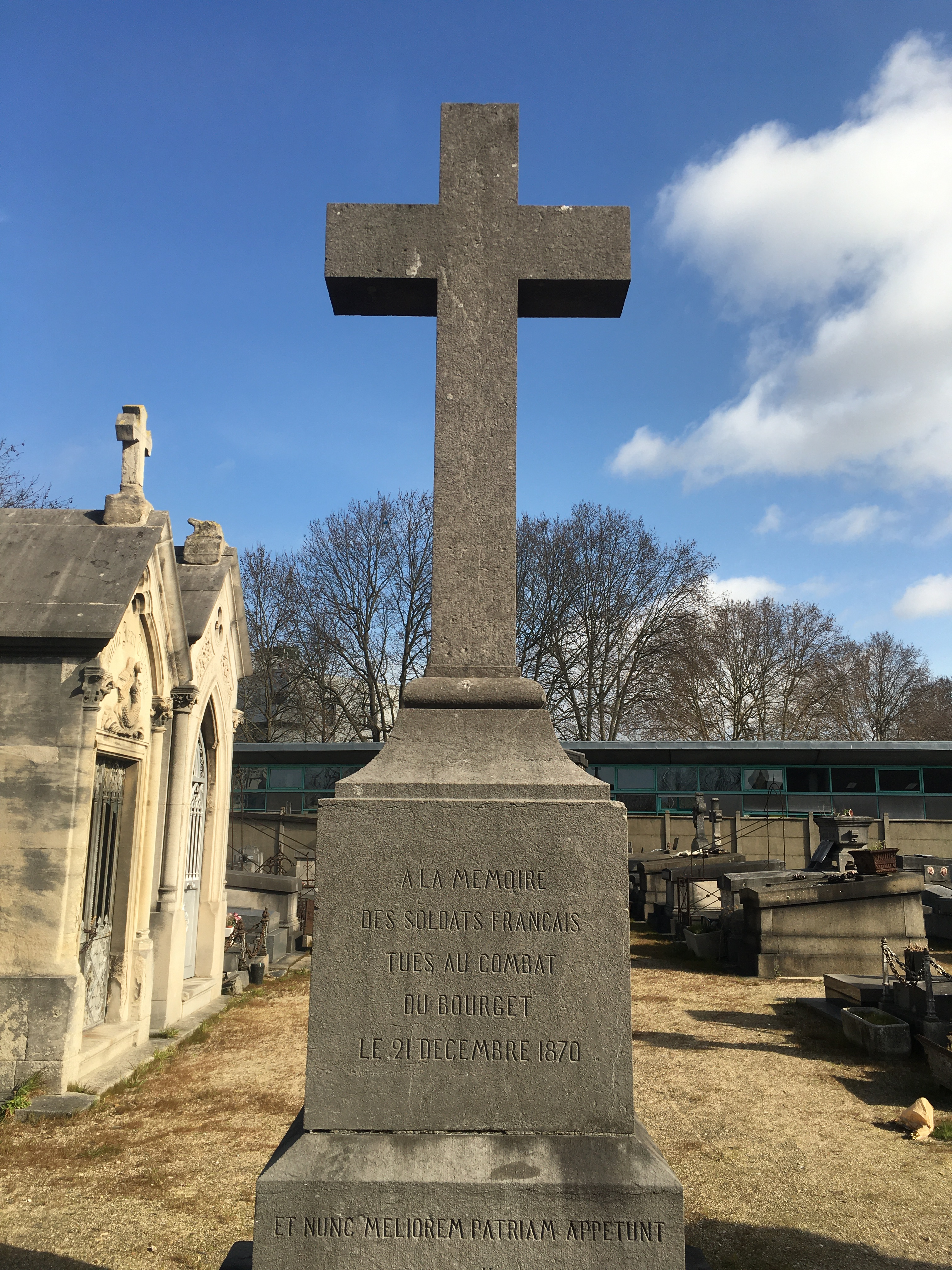
Monument aux morts de la guerre de 1870. Cette croix a été bénie le 9 mai 1875 en présence de l'amiral de La Roncière-Le Noury.

Il s'agit de plus ancien cimetière de la commune, attenant à l'église Saint-Lucien de La Courneuve et lui étant au moins contemporain, et qui a donc échappé aux déplacements dus au décret impérial sur les sépultures de 1804. En 1829, les alentours de l'église ont toutefois été dégagées.
On y a retrouvé des sarcophages en plâtre, datant du Moyen-Âge et de l'époque mérovingienne.
Il a été agrandi en vertu d'une délibération du Conseil municipal en date du 11 février 1834, puis une nouvelle fois en 1891.

## Personnalités
Plusieurs maires de la ville y ont été enterrés. Outre le carré militaire, y sont de plus inhumés:
- Le général Jean Paul Adam Schramm (1789-1844).
- L'abbé Jean-Édouard Lamy (1853-1931), ancien curé de l'église Saint-Lucien.
- Georges Magnier, exécuté sommairement le 15 août 1944[7]. L'ancienne rue du Clos à La Courneuve a été renommée en son hommage.
- Marc Lepilleur, tué le 15 août 1944 à Aubervilliers[8].

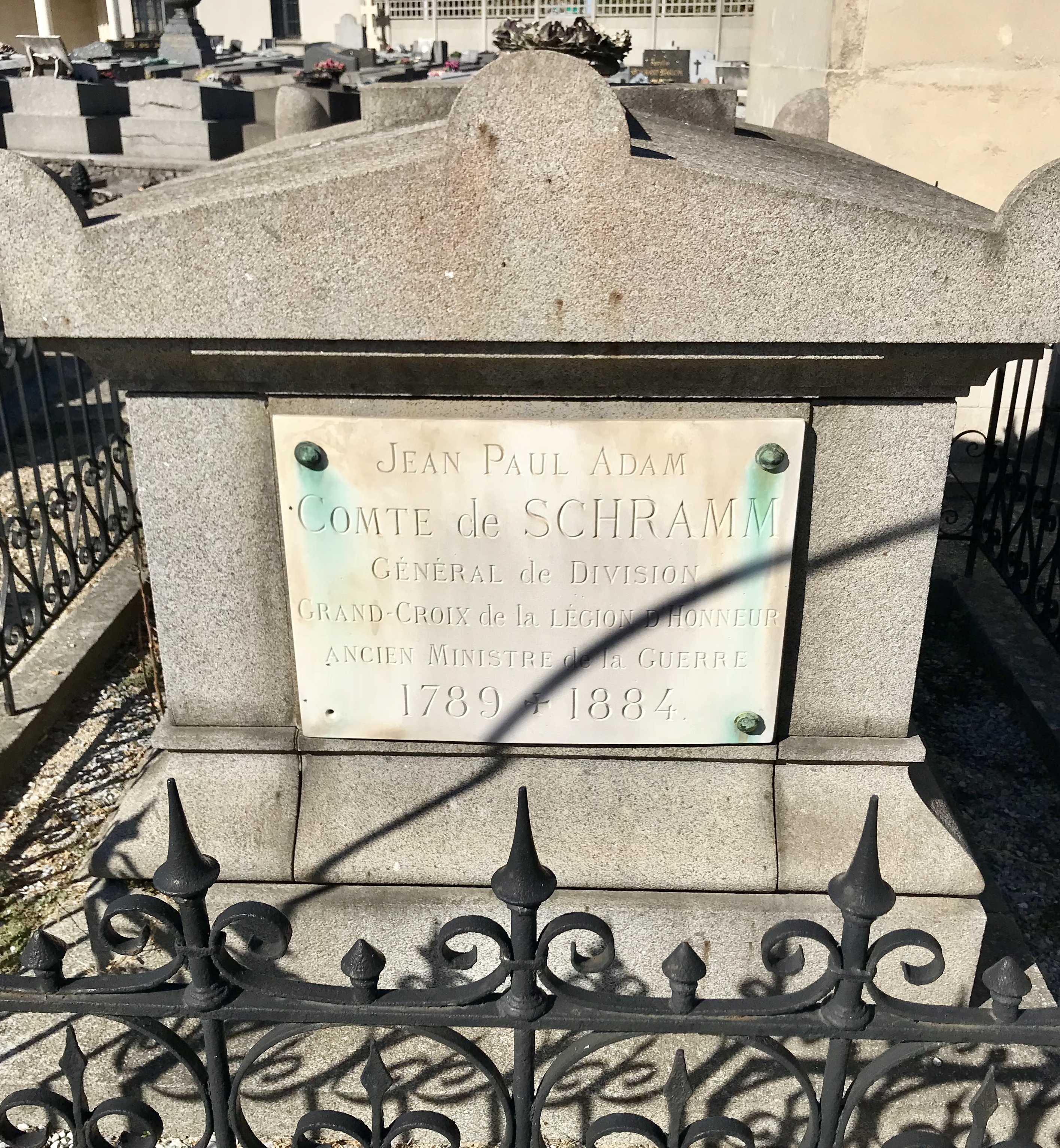
Tombe du général Jean Paul Adam Schramm.
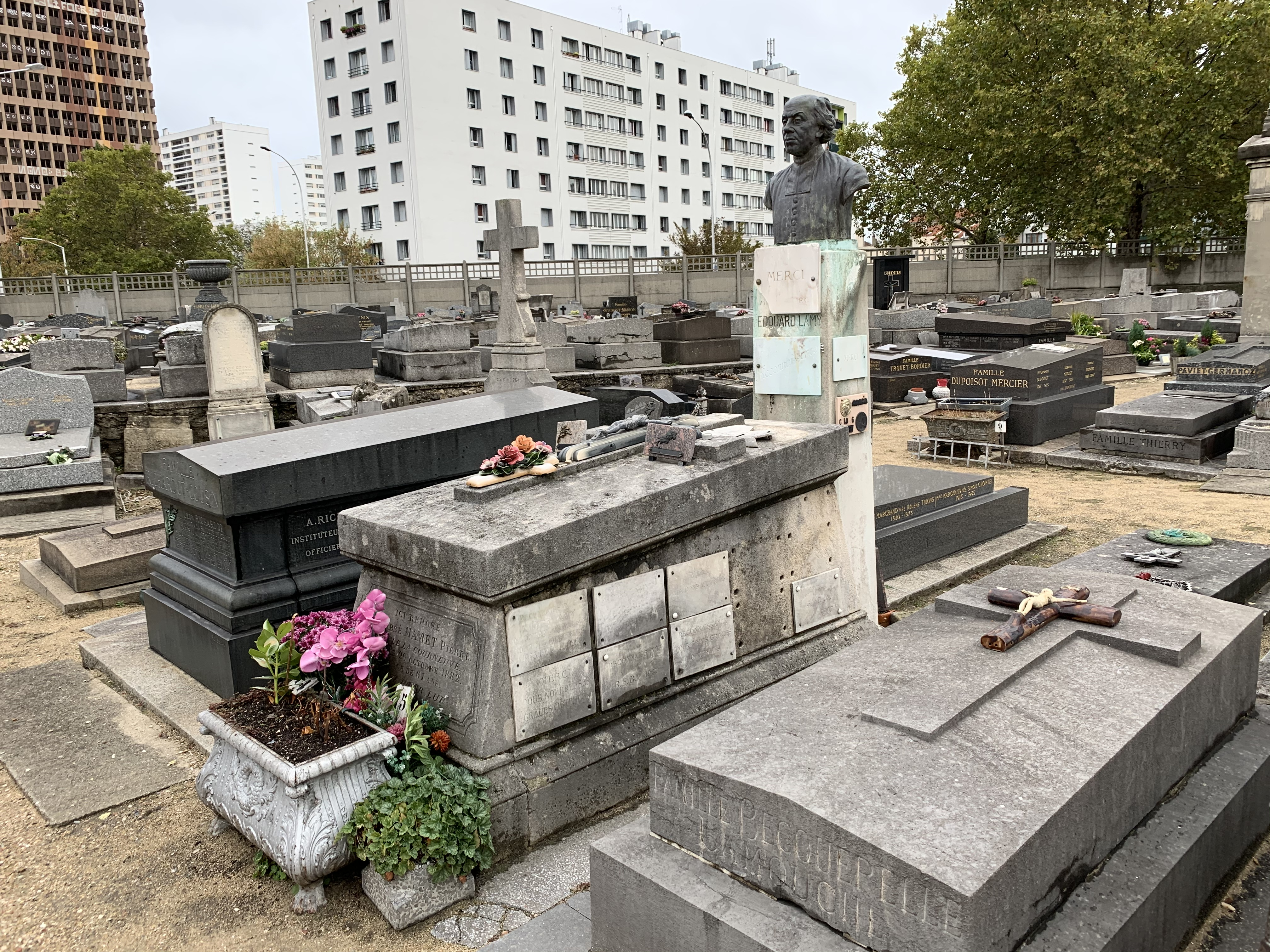
Tombe de l'abbé Jean-Édouard Lamy.
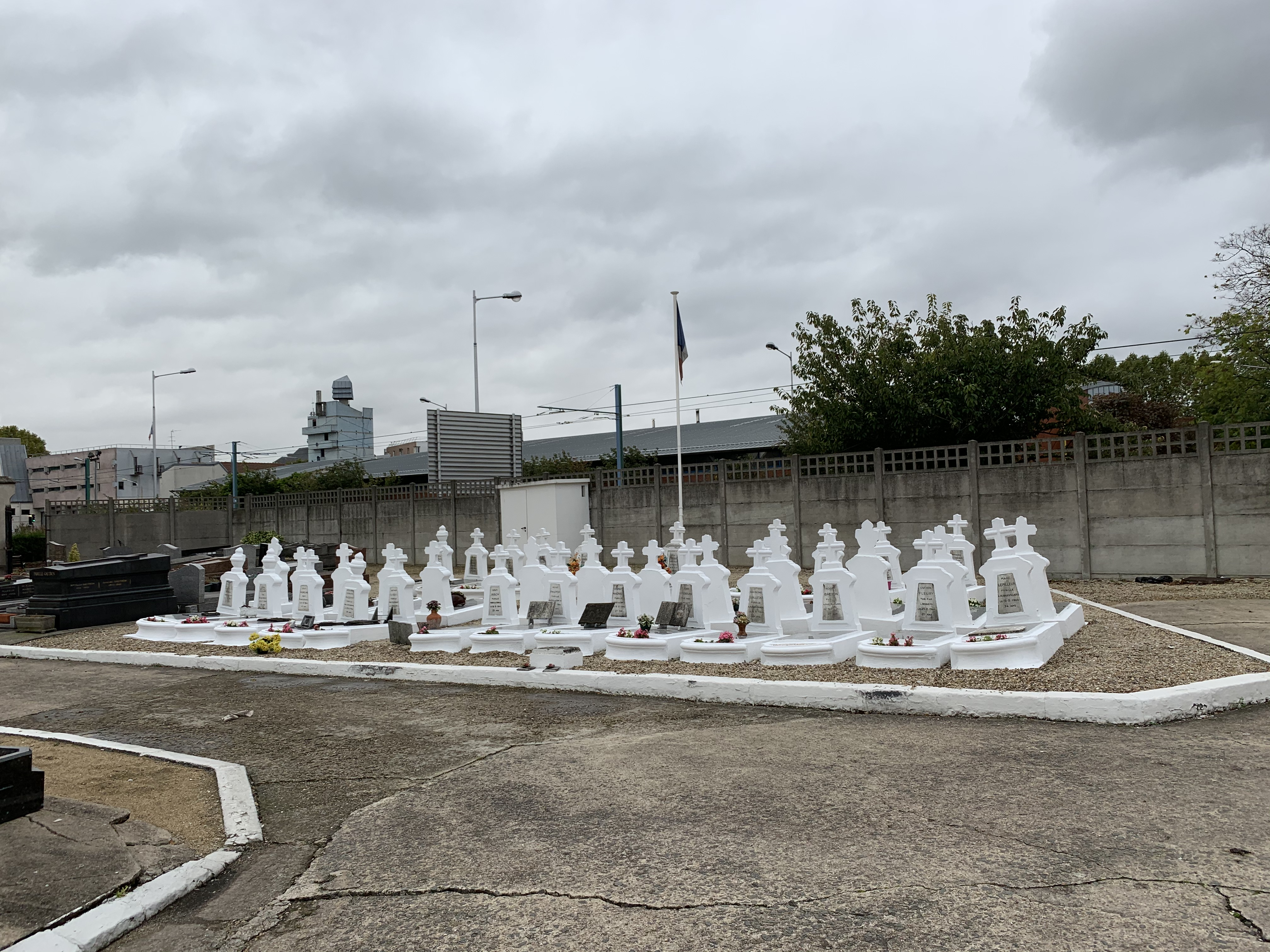
Le carré militaire.